# Rossija 1
Rossija 1 (in russo Россия 1?) è il principale canale televisivo dell'azienda pubblica VGTRK, con 50 milioni di telespettatori. In passato si chiamava Rossija (in russo Россия?) e RTR (in russo РТР?). È il secondo canale televisivo più seguito in Russia, dopo Pervyj kanal, ed è un diretto concorrente nei programmi d'intrattenimento, con diverse variazioni regionali in alcune fasce orarie della programmazione.

## Storia
Il canale è stato lanciato il 13 maggio 1991, in sostituzione del secondo canale della Televisione Centrale Sovietica.

### Periodo sovietico
Rossija 1 inizia nel 1965 come Terzo Programma in Unione Sovietica e si trasferisce a Secondo Canale nel 1967, quando un nuovo canale, Programma 4 (ora conosciuto come NTV), è stato lanciato ufficialmente e il Programma di Mosca, che è iniziato nel 1956, è stato trasferito al canale 3. Fin dall'inizio, ha ospitato solo i programmi prodotti dal Ministero della Pubblica Istruzione dell'Unione Sovietica, così come programmi per bambini, in bianco e nero. Il passaggio a una nuova frequenza del canale ha fatto rinominare questa rete televisiva in Programma 2, diventando la seconda sede del telegiornale nazionale Vremya dal 1968.
Programma 2 ufficialmente stesso rinominato Secondo Programma di tutta l'Unione nel 1972 e convertito al colore nel 1975, e due anni più tardi divenne una stazione a livello nazionale, in onda in tutta l'Unione Sovietica. Al 1º gennaio 1982 ufficialmente ha iniziato a trasmettere, non solo programmi educativi, per bambini, ma anche la cultura e le arti e dello sport, e fu permesso di tenere maggiormente conto delle esigenze e dei gusti di spettatori in un'epoca che cambia. Inoltre, manda in onda anche documentari, video musicali e film.
Nel Capodanno del 1984, il Secondo Programma di tutta l'Unione è stato ribattezzato Secondo Canale di tutta l'Unione, e diventa pioniere delle prime trasmissione di ginnastica ritmica, mai trasmette precedentemente, a partire dal 1985. Nel 1987, è stato anche il primo canale ad adottare il linguaggio dei segni in URSS e in seguito completato da sottotitoli per i non vedenti, tutti per la sua trasmissione Vremya.
Dal 1989, la RSFSR ha covato l'idea dell'organizzazione di un canale televisivo nazionale russo. Da questo momento in tutte le repubbliche dell'Unione, con l'eccezione della Russia, aveva i suoi propri canali televisivi regionali. Il 13 luglio, 1990, una decisione del Soviet supremo della Russia ha chiuso il monopolio nazionale di trasmissioni radiofoniche e televisive in nella RSFSR, aprendo la strada per poter lanciare la propria stazione radio-televisiva. Prima al 15 settembre, del 1990, secondo il decreto, il Consiglio dei Ministri del RSFSR Soviet Supremo della RSFSR e del Comitato CM sui media, le comunicazioni con le organizzazioni pubbliche, movimenti di massa di cittadini e di ricerca opinione pubblica dovrebbe affrontare la questione della proprietà della base materiale e tecnica del Secondo Canale. Al 14 luglio 1990 decreto № 107-1 del Presidium del Soviet Supremo della RSFSR ufficialmente istituita la RTR.
Rossija 1 è il successore del Secondo Canale Sovietico lanciato nel 1963.

### Federazione Russa
Il Secondo Canale ricomincia le trasmissioni sotto la RTR, di cui assume il nome. Allo stesso tempo, la direzione del canale aveva previsto almeno 6 ore al giorno di trasmissione, tra cui un nuovo telegiornale di 20 minuti da mandare in onda due volte al giorno. Grazie alla vista di opposizione del team repubblicano, la nuova gestione del personale ha incontrato difficoltà come l'incapacità di affittare un monolocale nel centro televisivo "Ostankino".
Allo stesso tempo, ci sono stati problemi con l'assunzione di nuovi dipendenti, presentatori del programma e del personale per la nuova stazione. Molti relatori hanno lasciato la nuova stazione libera dalla censura. Di conseguenza, la gestione della stazione ha cominciato a riflettere e concettualizzare la sua programmazione da zero, tra cui notizie e attualità. Così, "Vesti", il telegiornale di RTR, è nato, con la messa in onda ora alle 18:00 e le 20:00, due volte ogni sera nei giorni feriali (la seconda edizione doveva essere mandata in onda prima della sua simulcast di Vremja). La maggior parte del personale di "Vesti" su RTR erano ex presentatori e personale del programma del servizio informativo della Televisione Centrale Sovietica, che era stato chiuso l'anno precedente.
Il 13 maggio 1991 viene lanciato ufficialmente il nuovo Secondo Canale con gli orari di trasmissione 11,35-13,35, dalle 17.00 alle 19.00 e 21,45-23,45, nei giorni feriali e festivi. È stato dato un nuovo logo aziendale e un nuovo marchio: Televisione Russa.
Ore 17.00 "Vesti" ha fatto la sua trasmissione televisiva in anteprima, con Svetlana Sorokina hosting. Da questo momento in russo televisivo in onda la programmazione, non solo da parte dello Stato Televisione e Radio All-Union, ma anche da parte dello Stato panrusso Televisione e Radio Broadcasting Company. Rispetto al "Vremya", "Vesti è diventato il programma di informazione acuta, a breve, specifici e operativi. Nella prima settimana di trasmissione," Buona notte, ragazzi! "E Odessa" spettacolo Gentleman "ha reso le loro trasmissioni televisive premier. Due settimane più tardi, "RTR" ("Televisione russa e Radio") è diventato il nuovo nome del canale, e un nuovo logo debuttato.
Nell'agosto 1991, RTR ha cessato le trasmissioni in Lettonia ed è stato sostituito da LTV2.
Durante il colpo di Stato del 19 agosto 1991, il Comitato di Emergenza ha interrotto la trasmissione di RTR, e il Secondo Canale è ufficialmente tornato nelle trasmissioni serali, con i suoi programmi previsti, tra cui il grande balletto "Il lago dei cigni". Sconosciuto a golpisti, la RTR ha segretamente organizzato una trasmissione negli Stati Uniti e in altri paesi, così come in tutta l'URSS, in modo che tutti i Soviet vedessero un'edizione straordinaria di "Vesti" con gli ultimi eventi a Mosca durante il colpo di Stato. Lo studio "Vesti" del Centro "Ostankino" è stato bloccato dalla gestione del Secondo Canale, il trasferimento è stato registrato su una videocassetta a "Shabolovke", per le situazioni di emergenza è stato preparato uno studio mobile. Il Comitato di emergenza bloccato la sede della RTR nel centro Yamskov. In meno di un paio di giorni, RTR ha avuto trasmissioni clandestine a livello nazionale fino al fallimento del colpo di Stato. Dopo il colpo di agosto, "RTR" per ordine di Valentin Lazutkin, il suo vice gestore per le operazioni, ha ufficialmente ripreso a trasmettere questa volta dalle ore 19.00 alle 00.00 (anziché 17.00 alle 19.00 e 21,45-23,45).
Durante la crisi politica del 1993 "RTR" parlava a tutte le parti nel conflitto. Durante le riprese del direttore della Casa Bianca del canale aveva violato l'ordine di condurre i bombardamenti trasmesso in diretta su questo punto, fino a quando la linea di fuoco per evitare vittime civili tra i cittadini di Mosca. Dopo che la polizia ha spinto la gente del paese, "RTR" ha iniziato a trasmettere la "CNN". A quel tempo l'edificio che ospitava lo studio di "Vesti" venne bombardato. In un buco perforato nella costruzione di un lanciagranate, uomini armati hanno fatto irruzione negli studi e hanno cominciato a bombardare l'edificio in fiamme.
Il direttore del programma "Vesti" Irina Vinogradova è stato in grado di salvare il filmato. Il canale di trasmissione è stato ripristinato, "RTR" è stato l'unico canale televisivo, rimanendo in onda e che ha mostrato gli eventi. La trasmissione è stata fatta in uno studio attrezzato in fretta nel seminterrato con le luci spente.
Mostrando eventi importanti, "Vesti" divenne il programma più influente della RTR. Nello stesso anno, Yuri Rostov, Vladislav Flyarkovsky e Alexander Gurnov hanno iniziato il loro lavoro come reporter di campo per il canale, e il caporedattore per le notizie e programmi di attualità allora era Alexander Nekhoroshev.
Dal 1994, il programma ha cominciato a lasciare un talk show di notizie politiche.
L'8 maggio 1998 presso la RTR inizia le trasmissioni regionali e radiofoniche. Da allora, "RTR" trasmette nelle 54 lingue dei popoli della Russia, RTR diventa il più grande gruppo mediatico in Europa.
L'8 settembre 1998 cambia nome in RTR-1, cambiando anche il logo. Trasmette anche molte telenovelas sudamericane e molti telefilm stranieri.
Nel 1999 il telegiornale "Vesti" inizia ad essere trasmesso alle 13:00, 17:00, 19:00, 21:00, 23:00.
Fino al 1999, il canale nazionale è stato afflitto da problemi di trasmissione derivanti dalla sua dipendenza dai suoi affiliati statali locali per la ritrasmissione del suo segnale. Le trasmittenti regionali non avevano alcun incentivo a trasmettere in modo coerente solo la programmazione federale sulle loro frequenze locali e spesso mescolavano nella programmazione prodotti acquisiti da altre fonti, ostacolando in tal modo la capacità del canale nazionale di controllare il proprio palinsesto a livello regionale. Il primo passo che porta alla soluzione di questo problema è stato la creazione della holding statale VGTRK, che ha unito 89 studi regionali statali sotto l'egida del Canale con sede a Mosca. Nel febbraio 2004, il governo russo ha adottato una risoluzione su la riorganizzazione delle VGTRK attraverso l'affiliazione delle società controllate, comprese le società regionali. Entro la fine del 2004, la scala della riorganizzazione diventa evidente. I telegiornali locali sono state organizzati su principi di reti e aziende locali trasformati in "ri-trasmettitori" del contenuto di prodotto a Mosca: la gestione VGTRK aveva deciso di tagliare tutti i tipi di trasmissioni nelle regioni, ad eccezione dei notiziari. Questa decisione ha provocato una riduzione inevitabile delle trasmissioni regionali da 900 - 1200 a 590 ore, la chiusura di suddivisioni interi e dipartimenti e il licenziamento di centinaia di dipendenti in ciascuna delle 89 aziende.